# Sette (Naturschutzgebiet)
Die Sette ist ein Naturschutzgebiet in der niedersächsischen Gemeinde Brockum in der Samtgemeinde Altes Amt Lemförde im Landkreis Diepholz.
Das Naturschutzgebiet mit dem Kennzeichen NSG HA 136 ist circa 44 Hektar groß. Es steht seit dem 3. November 1988 unter Naturschutz. Zuständige untere Naturschutzbehörde ist der Landkreis Diepholz.
Das Naturschutzgebiet liegt im Naturpark Dümmer nördlich von Brockum in der Diepholzer Moorniederung und stellt den südwestlichen Teil des Staatsforstes Die Sette unter Schutz, der auf einer sandüberlagerten Geschiebelehmkuppe in einem ausgedehnten Niedermoorbereich liegt. Im Schutzgebiet stockt überwiegend Laubwald. Im Südosten befindet sich eine von drei Seiten von Wald umgebene, nur extensiv bewirtschafteten Grünlandfläche. Aufgrund der Insellage in der ansonsten weitgehend waldarmen Landschaft kommt dem Naturschutzgebiet eine besondere Bedeutung zu.
In das Naturschutzgebiet führt ein Naturerlebnispfad.